# Aphrodite Nature Trail
Aphrodite Nature Trail, řecky Μονοπάτι Αφροδίτη a česky lze přeložit jako Afroditina přírodní stezka, je okružní turistická stezka v kopcích poloostrova Akamas v Neo Chorio v distriktu Pafos v Kyperské republice.

## Popis stezky
Aphrodite Nature Trail začíná nedaleko silnice F713 u Afroditiných koupelí (Baths of Aphrodite) u pobřeží Středozemního moře. Počátek trasy je totožný se stezkou Adonis Nature Trail a stezka dále pokračuje do kopců až k Památnému dubu hálkovému u ruin Rigena Tower Ruins a ruin kláštera Pyrgos tis Rigainas (pod vrcholem hory Moutti Tis Sotiras), kde se nachází rozcestník. U rozcestníku se Aphrodite Nature Trail odděluje od Adonis Nature Trail. Stezka se u rozcestníku otáčí přibližně k severozápadu a je krátce společná s Evropskou dálkovou trasou E4. Od Evropské dálkové trasy E4 se pak odděluje a směřuje k severovýchodo-východu a vede obloukem kolem vrcholu hory Moutti Tis Sotiras (370 m n. m.) až západním směrem. Na vrchol hory Moutti Tis Sotiras je možné vystoupat odbočkou ze stezky. Stezka dále klesá severovýchodo-východním směrem až jihovýchodním směrem a opět se napojuje na Evropskou dálkovou trasu E4 a vede kolem pobřeží opět k výchozímu bodu. Trasa má délku 7,5 km, nabízí výhledy na moře, pobřeží a celý poloostrov Akamas. Je považována za středně náročnou a oblíbenou trasu pro pěší turistiku. Vede skalami a lesy a je celoročně volně přístupná. Psi jsou vítáni, ale musí být vedeni na vodítku.

## Legenda
Stezka je pojmenována po Afrodité, starořecké bohyně bohyně lásky, sexuality, plodnosti a krásy. Na trase této „bájné“ stezky se setkávala se svým nejoblíbenějším milencem Adonisem. Podle mytologie se Afrodité také posadila pod památným dubem hálkovým, aby si odpočinula po koupeli.

## Galerie

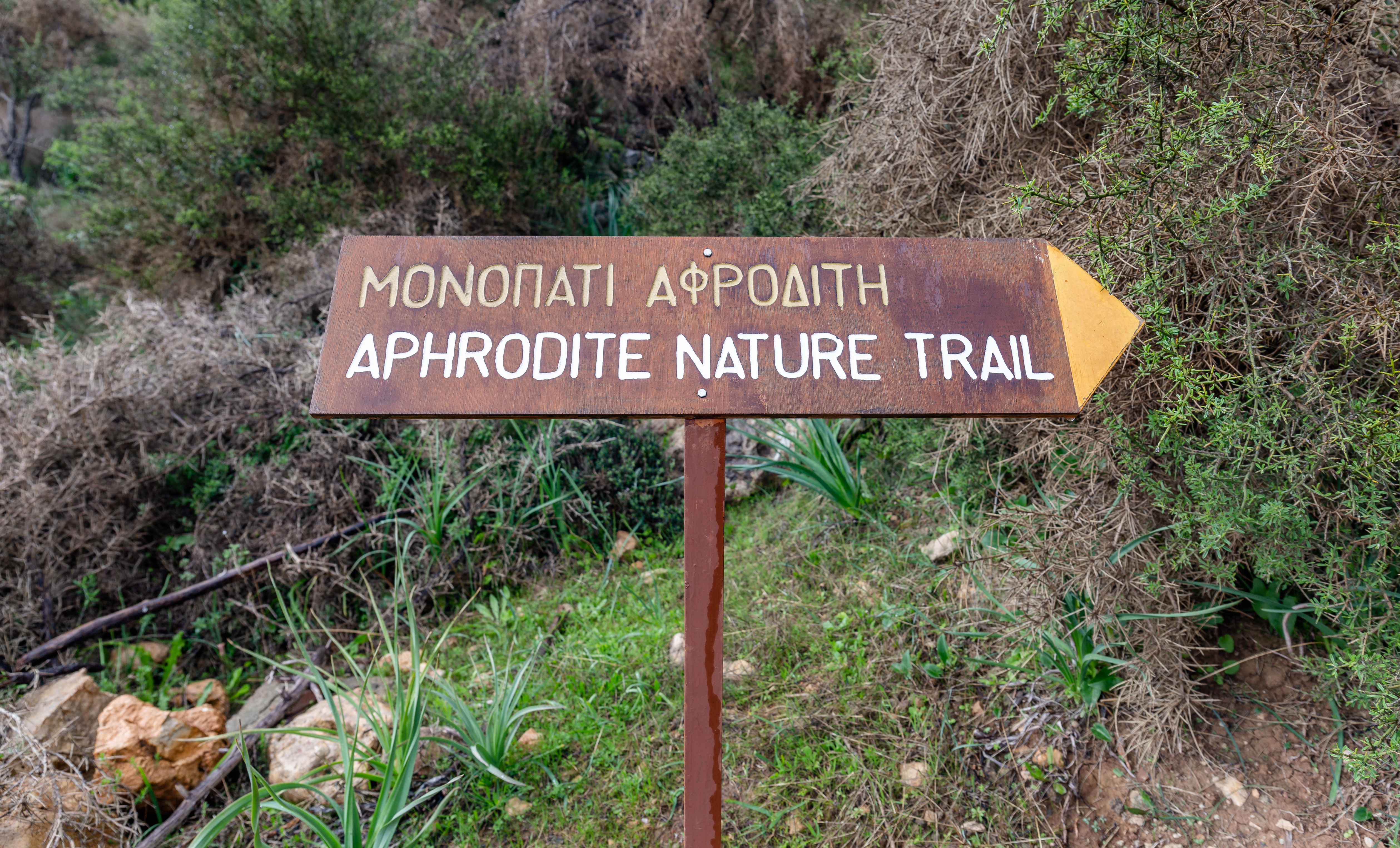
Značení stezky
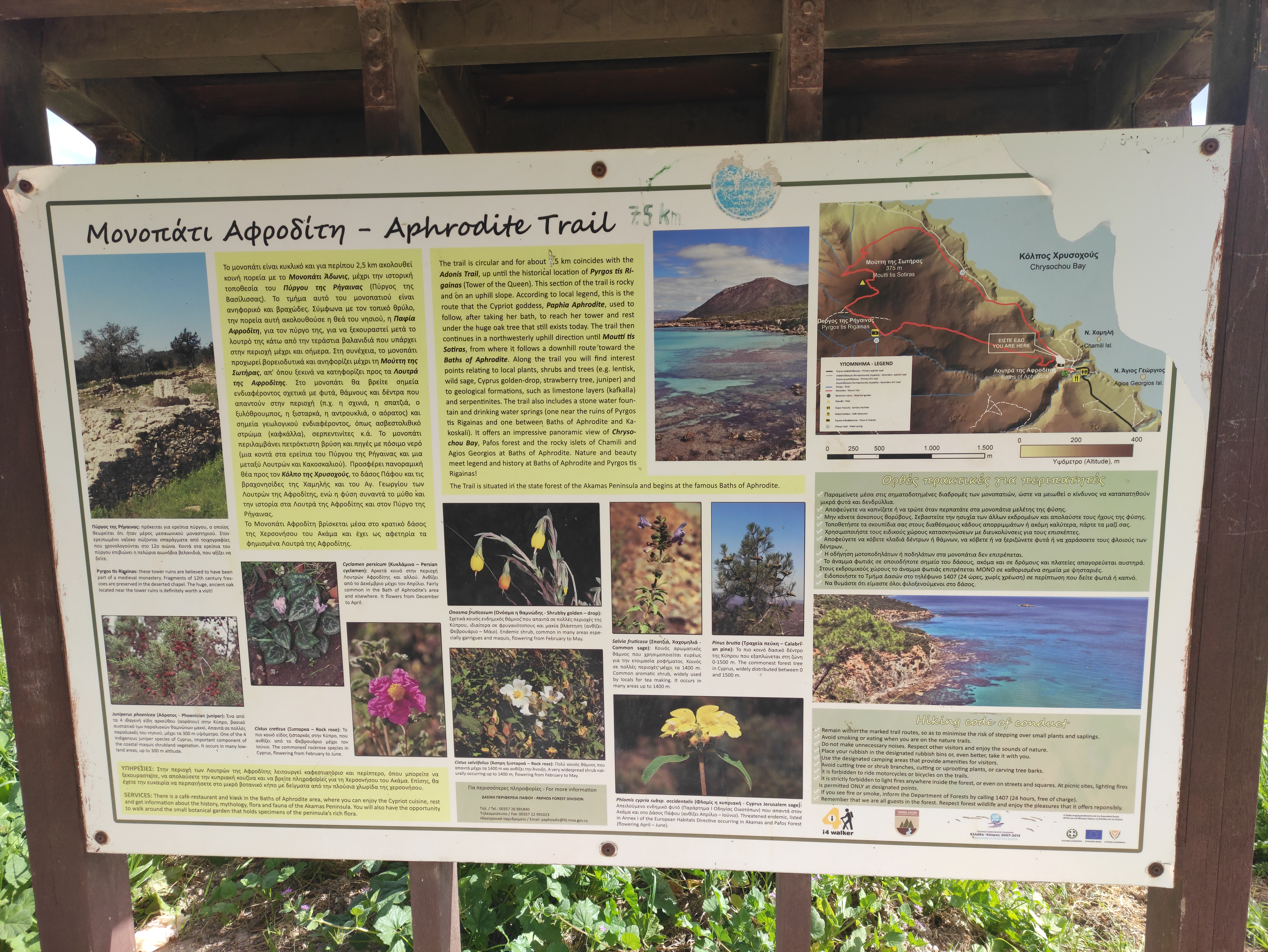
Informační panel na trase stezky
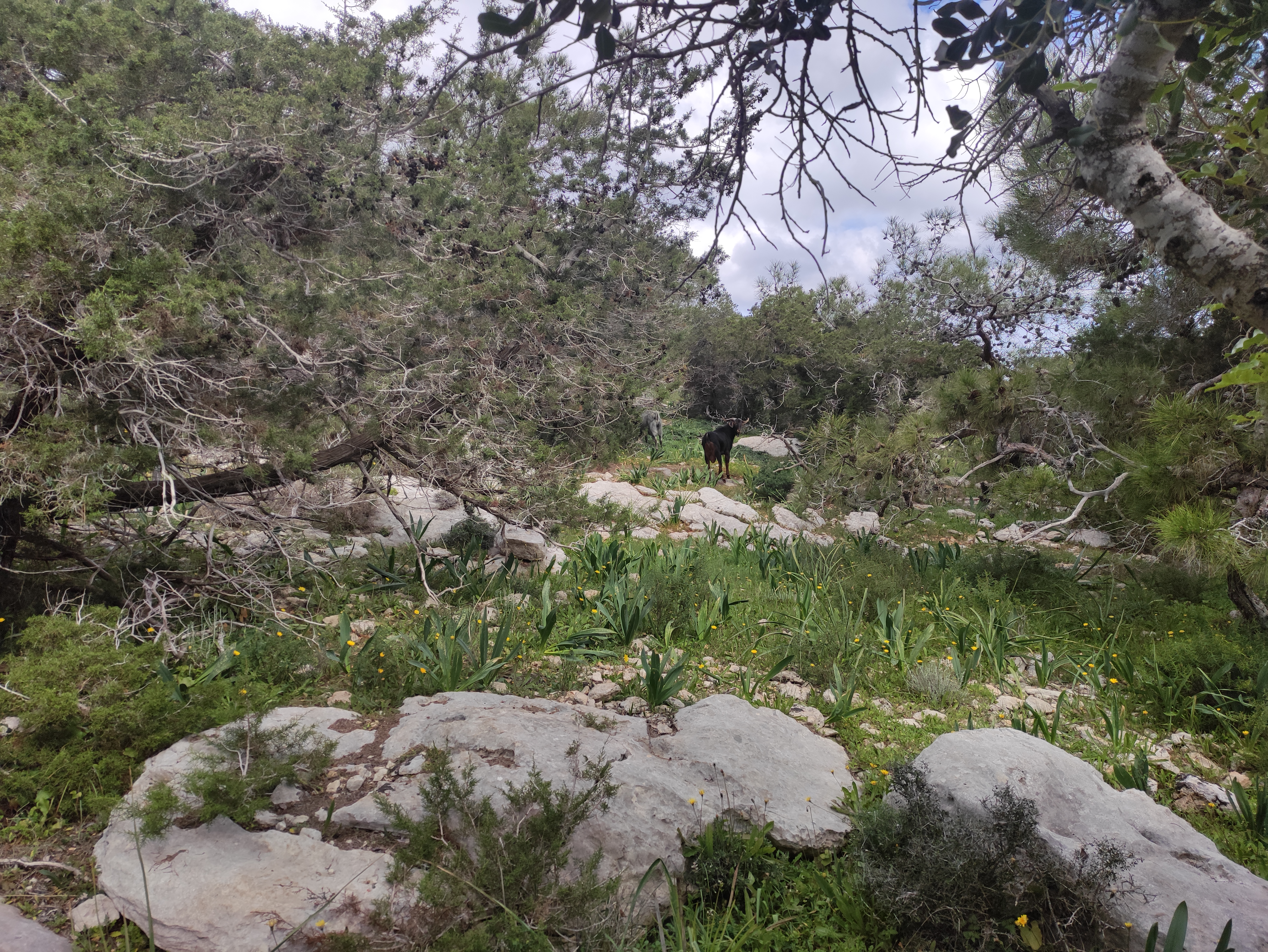
Kozy u stezky
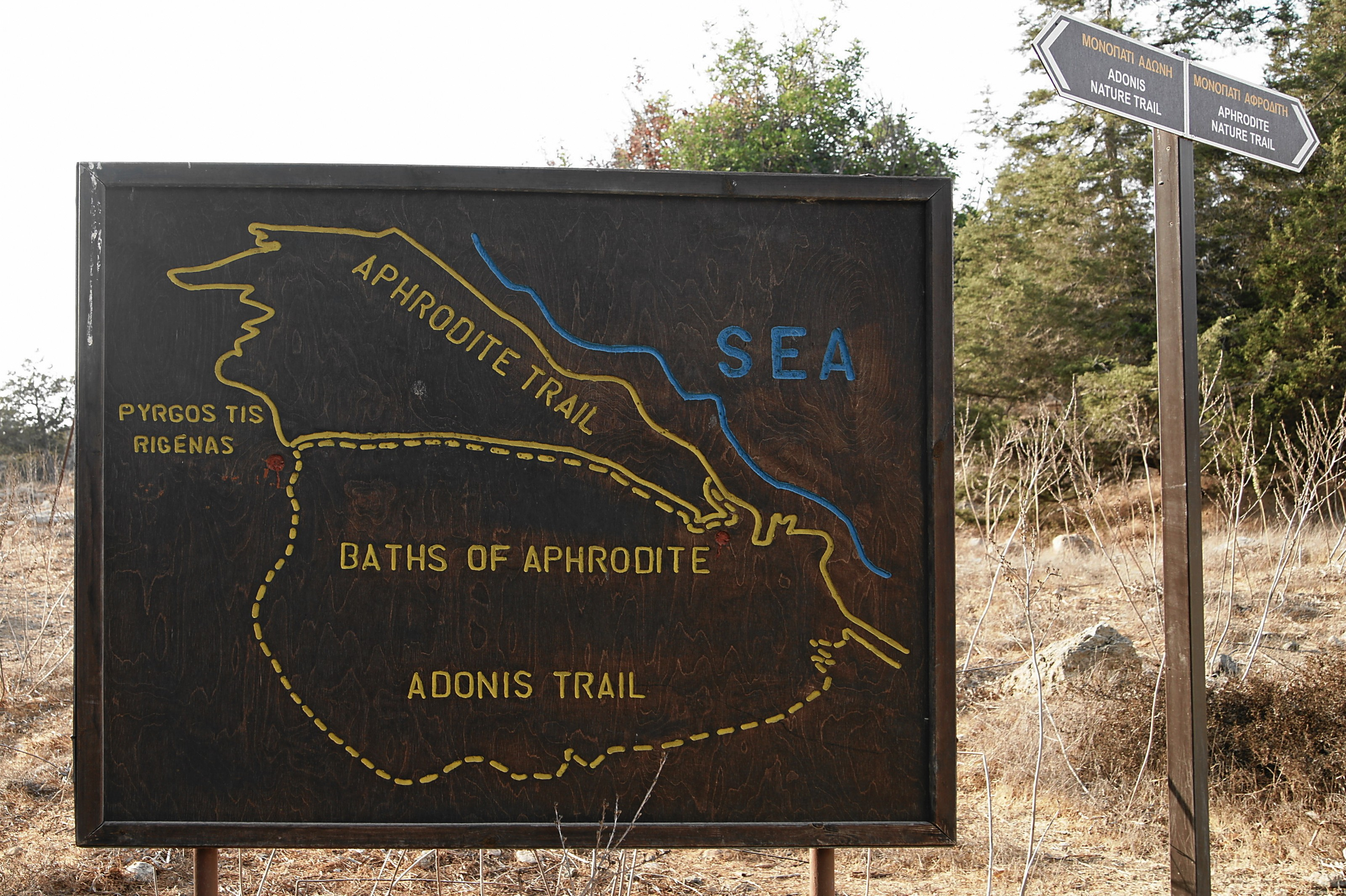
Mapa Aphrodite Nature Trail a Adonis Nature Trail
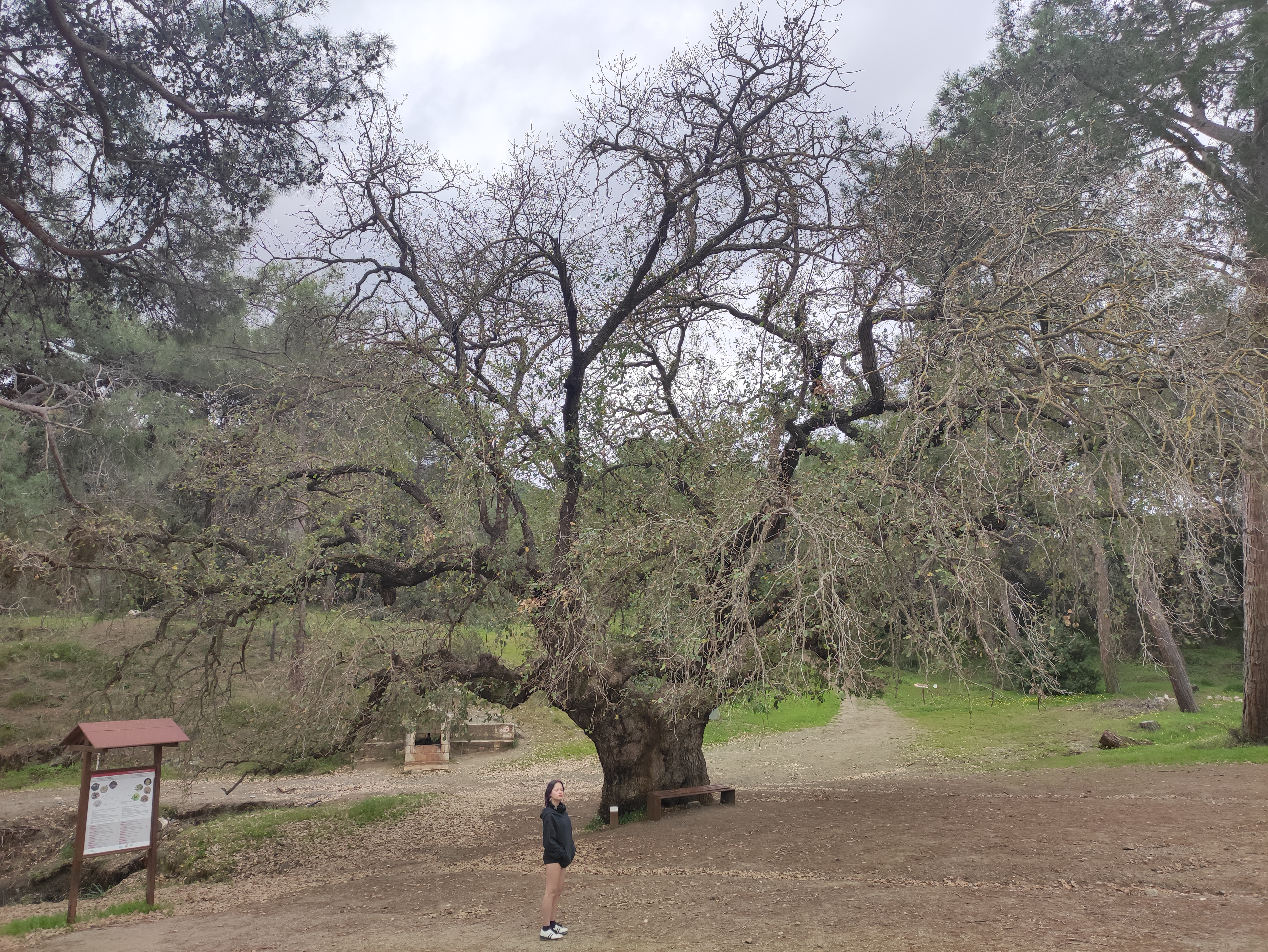
Památný dub hálkový
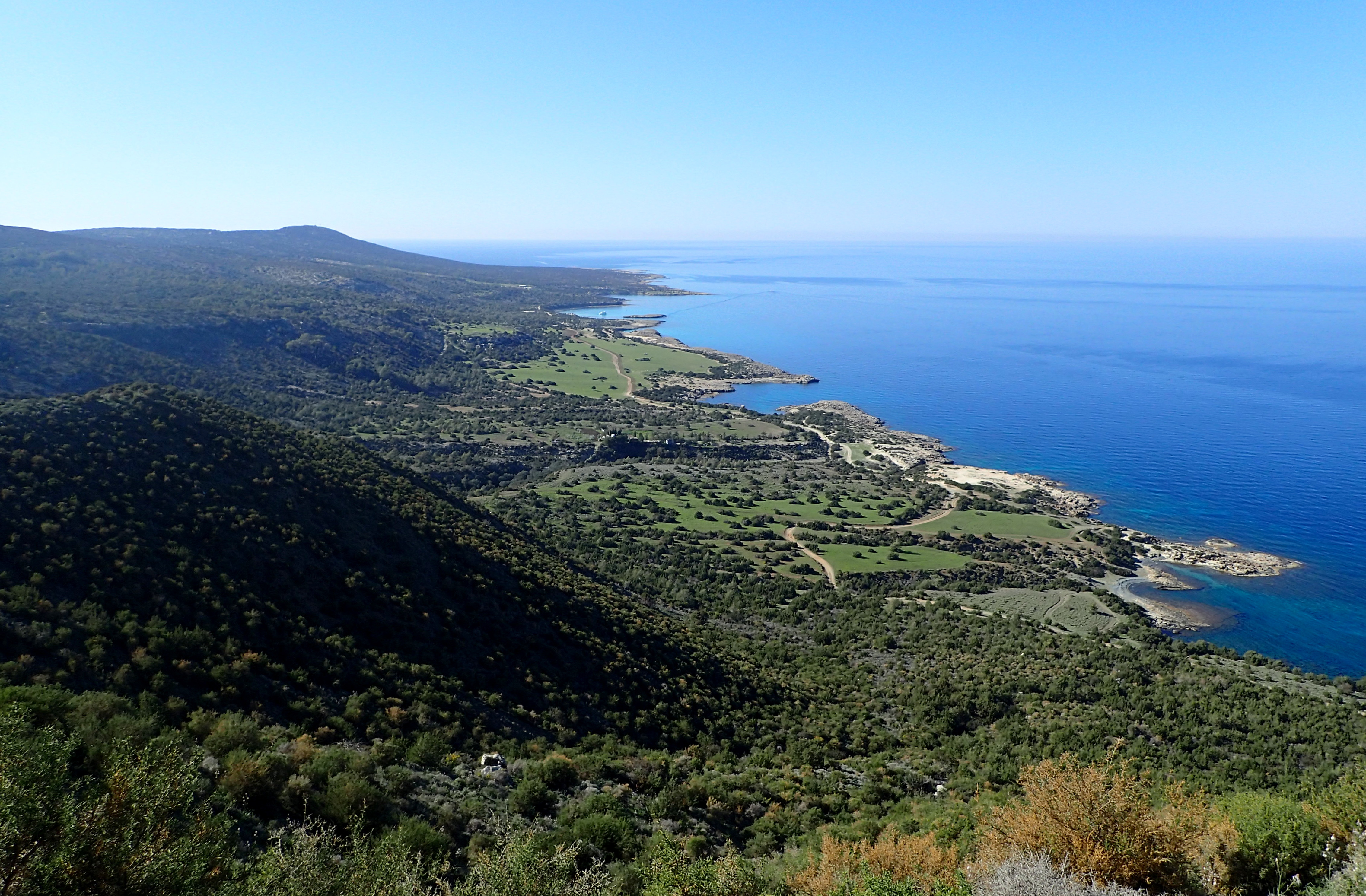
Výhled na Neo Chorio
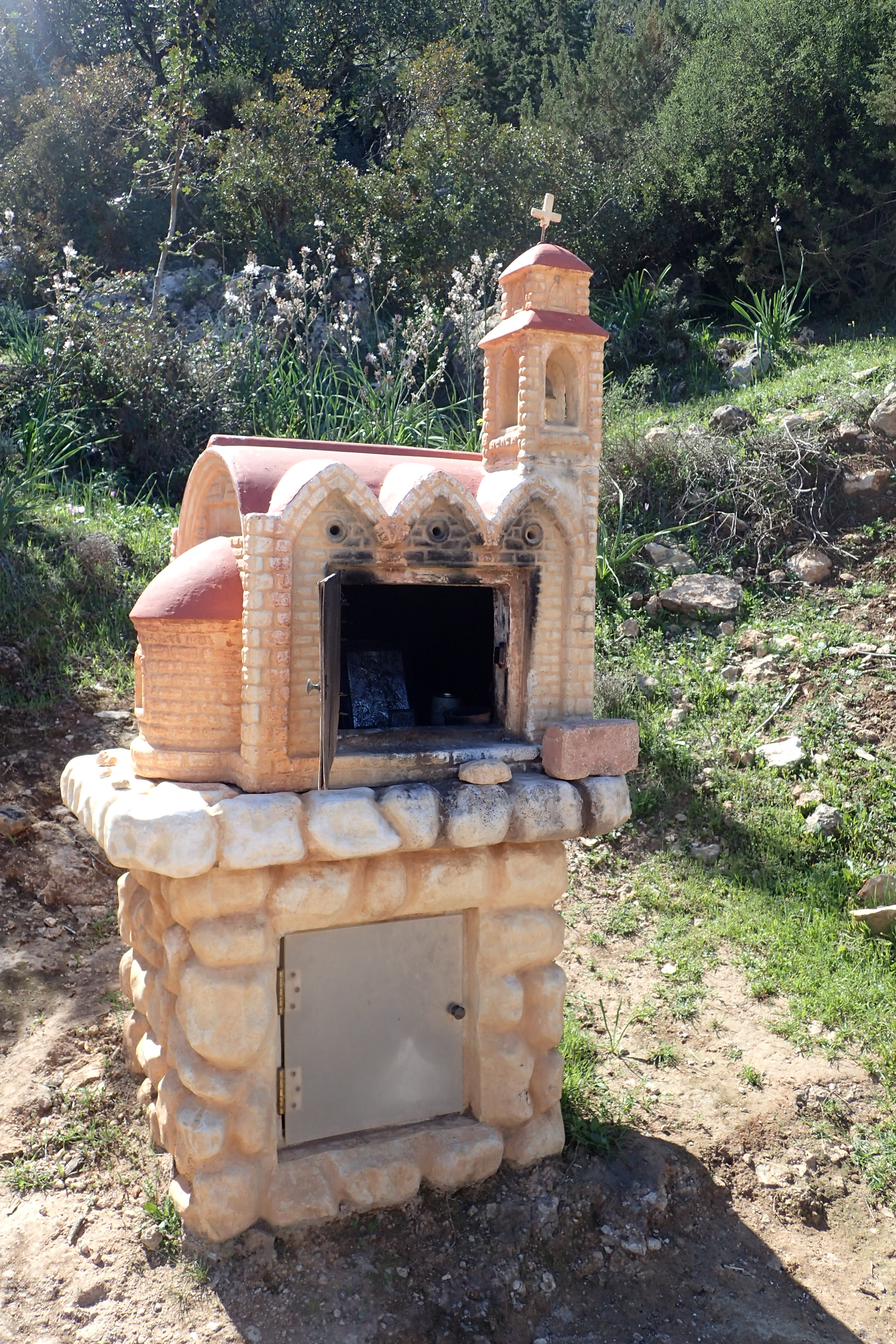
Model Kaple jako boží muka